# Venezuela Open 2025
Die Venezuela Open 2025 im Badminton fanden vom 10. bis zum 14. Juni 2025 in Maracay statt. Es war die zweite Auflage dieser Turnierserie.

## Medaillengewinner
| Disziplin    | Gold                                                           | Silber                                              | Bronze                                                           |
| ------------ | -------------------------------------------------------------- | --------------------------------------------------- | ---------------------------------------------------------------- |
| Herreneinzel | Rohan Thool                                                    | Ulvi Huseynov                                       | Gabriel Zink                                                     |
| Herreneinzel | Rohan Thool                                                    | Ulvi Huseynov                                       | Nestor Israel González Gómez                                     |
| Dameneinzel  | Vanessa Maricela Garcia Contreras                              | Maria Julia Da Cruz Nascimento                      | Maria de Los Angeles Rojas Camacho                               |
| Dameneinzel  | Vanessa Maricela Garcia Contreras                              | Maria Julia Da Cruz Nascimento                      | Mariangel Garcia                                                 |
| Herrendoppel | Gabriel Zink Vinicius Eberling Ribeiro                         | Frank Barrios Barrios William                       | Gustavo Alejandro Albornoz Ledezma Abrahan Jose Gutierre         |
| Herrendoppel | Gabriel Zink Vinicius Eberling Ribeiro                         | Frank Barrios Barrios William                       | Richard Avila Gabriel Alejandro Mendoza Tovar                    |
| Damendoppel  | Daiane Carvalho Bezerra Maria Julia da Cruz Nascimento         | Mariangel Garcia Maria De Los Angeles Rojas Camacho | Denisse Nairod Arvelaez Carrillo Barbara Valentina Saez Berroeta |
| Mixed        | Maximiliano Peregrina Torres Miriam Jacqueline Rodriguez Perez | Ulvi Huseynov Leyla Jamalzade                       | Vinicius Eberling Ribeiro Daiane Carvalho Bezerra                |
| Mixed        | Maximiliano Peregrina Torres Miriam Jacqueline Rodriguez Perez | Ulvi Huseynov Leyla Jamalzade                       | Nestor Israel González Gómezs Vanessa Maricela Garcia Contreras  |